# Okka von der Damerau
Okka von der Damerau (Hamburgo) es una cantante de ópera, conciertos y lied (mezzosoprano) alemana. 

## Biografía

### Desarrollo como cantante de ópera.
Okka von der Damerau estudió canto en Rostock y Friburgo y de 2006 a 2010 formó parte del conjunto vocal fijo de la Ópera Estatal de Hannover, donde interpretó papeles pequeños, como el de la tercera dama en La Flauta Mágica y Tisbe en La Cenerentola. 
De 2010 a 2021, fue miembro del conjunto vocal fijo de la Ópera Estatal de Baviera y participó en numerosas producciones de este teatro y del Festival de Ópera de Múnich, inicialmente en papeles pequeños y medianos, pero después también en papeles más importantes, predominantemente dramáticos. Su debut como Ulrica en Un baile de máscaras y, especialmente como cantante en las óperas de Richard Wagner, recibió especial atención por parte de la crítica y el público.  Otros teatros de ópera también la contrataron para papeles de Wagner en el rango alto y bajo de mezzosoprano. También actuó en el Festival de Bayreuth, la Ópera Lírica de Chicago, la Ópera Estatal de Viena y el Teatro Estatal de Stuttgart. Además de centrarse en Wagner, mantiene un repertorio diverso de obras de compositores románticos y modernos.

### Roles de ópera (selección)
| debut en   | Rol                                                     | |
| ---------- | ------------------------------------------------------- | --- |
| 2010-12    | Hansel (Hansel y Gretel)                                | Ópera Estatal de Baviera                                                                                        |
| 2011-03    | Suzuki (Madama Butterfly)                               | Ópera Estatal de Baviera                                                                                        |
| 2012-01    | María (El holandés errante)                             | Ópera Estatal de Baviera                                                                                        |
| 2012-02/06 | Floßhilde (El oro del Rin, El crepúsculo de los dioses) | Ópera Estatal de Baviera                                                                                        |
| 2013-04    | Emilia (Otelo)                                          | Ópera Estatal de Baviera                                                                                        |
| 2013-05    | Charlotte (Los soldados)                                | - Ópera Estatal de Baviera - La Scala de Milán (enero de 2015)                                                  |
| 2014-09    | Ama de llaves (La mujer silenciosa)                     | Ópera Estatal de Baviera                                                                                        |
| 2015-02    | Erda (El oro del Rin)                                   | - Ópera Estatal de Baviera - Ópera lírica de Chicago (octubre de 2016) - Ópera Estatal de Viena (abril de 2017) |
| 2015-03    | Waltraute (Crepúsculo de los dioses)                    | Ópera Estatal de Baviera                                                                                        |
| 2015-06    | Geneviève (Pelleas y Mélisande)                         | Ópera Estatal de Baviera                                                                                        |
| 2016-03    | Ulrica (Un baile de máscaras)                           | Ópera Estatal de Baviera                                                                                        |
| 2016-05    | Magdalena en (Los maestros cantores de Núremberg)       | Ópera Estatal de Baviera                                                                                        |
| 2016-11    | Anna (Los Troyanos)                                     | Ópera lírica de Chicago                                                                                         |
| 2017-04    | Brangäne (Tristán e Isolda)                             | - Ópera Estatal de Baviera - Ópera de Hanóver (octubre de 2018)                                                 |
| 2017-05    | Erda (Sigfrido)                                         | - Ópera Estatal de Viena - Ópera Estatal de Baviera (enero de 2018) - Festival de Bayreuth (julio de 2022)      |
| 2017-12    | Gertrudis (Hansel y Gretel)                             | Ópera Estatal de Baviera                                                                                        |
| 2017-12    | Príncipe Orlofsky (El Murciélago)                       | - Ópera Estatal de Baviera - Ópera Estatal de Viena (diciembre de 2020)                                         |
| 2018-03    | Mensajero (El milagro de Heliane)                       | Ópera alemana de Berlín                                                                                         |
| 2018-09    | Ortrud (Lohengrin)                                      | Teatro Estatal de Stuttgart                                                                                     |
| 2019-06    | Azucena (Il trovatore)                                  | Festival de San Galo                                                                                            |
| 2019-11    | Fricka (La Valquiria)                                   | Ópera Nacional, Ámsterdam                                                                                       |
| 2020-11    | Ježibaba (Rusalka)                                      | Teatro Real, Madrid                                                                                             |
| 2022-04    | Brünnhilde (La Valquiria)                               | Teatro Estatal de Stuttgart                                                                                     |
| 2023-03    | Ariadna (Ariadna en Naxos)                              | Ópera Estatal de Baviera                                                                                        |

### Trabajo como cantante de concierto.
Su repertorio de concierto incluye las partes de alto solo de los Gurre-Lieder (Waldtaube) de Arnold Schönberg,  la 2.ª Sinfonía  y la 3.ª Sinfonía  de Gustav Mahler, también sus Kindertotenlieder  y la Lied von der Erde,  la Rapsodia para contralto de Johannes Brahms,  las Canciones Wesendonck de Richard Wagner,  la Missa solemnis de Ludwig van Beethoven y numerosos oratorios de música clásica y romántica. Como cantante de lieder con acompañamiento de piano, interpreta principalmente repertorio romántico (Schubert,  Brahms, Mahler). 

## Premios y reconocimientos
- Premio Especial del Jurado en el V Concurso internacional de canto para voces de Wagner en Venecia 2006
- Premio del Festival de Ópera de Múnich 2012 [6]

## Discografía
- Giuseppe Verdi, Un baile de máscaras con Okka von der Damerau como Ulrica. Ópera Estatal de Baviera, Director Zubin Mehta, Director de escena Johannes Erath. DVD/Blu-ray lanzado por CMajor en 2017.
- Canciones populares, cantadas por Regula Mühlemann, soprano, Okka von der Damerau, alto, Wolfgang Schwaiger, barítono, Tareq Nazmi, bajo; al piano: Adrián Baianu. CD editado en 2017 por Oehms Classics .
- Frank Martin: El camino del amor y la muerte del corneta Christoph Rilke para alto y orquesta de cámara. Okka von der Damerau, Filarmónica de Zúrich bajo la dirección de Fabio Luisi. CD lanzado en 2017 por Philharmonia Records.